# Ajman Abu Fajed
Ajman Abu Fajed (ur. 1965, zm. 15 lutego 2008) – palestyński terrorysta, przywódca Palestyńskiego Islamskiego Dżihadu.
Zginął 15 lutego 2008 podczas eksplozji wewnątrz dwupiętrowego domu w Gazie, poza Fajedem zginęło sześć innych osób, a rannych zostało około czterdziestu. Dom w którym doszło do wybuchu uległ całkowitemu zniszczeniu, a sąsiednie budynki zostały poważnie uszkodzone. Świadkowie nie są zgodni co do przyczyn wybuchu, według jednych doszło do wybuchu bomby, według innych był to izraelski nalot. Rzecznik armii izraelskiej kategorycznie zaprzeczył jakoby wybuch spowodowany był nalotem samolotów izraelskich na Gazę.